# جون فرازير (سياسي)
جون فرازير هو سياسي كندي، ولد في 1958 في أوتاوا في كندا. حزبياً، نشط في الحزب الليبرالي في أونتاريو ‏. وقد انتخب عضو برلمان مقاطعة أونتاريو عن دائرة Ottawa South (provincial electoral district) ‏ (12 يونيو 2014 – ) وانتخب عضو برلمان مقاطعة أونتاريو عن دائرة Ottawa South (provincial electoral district) ‏ (6 أكتوبر 2011 – 2 مايو 2014).